# Czarne (wędlina)

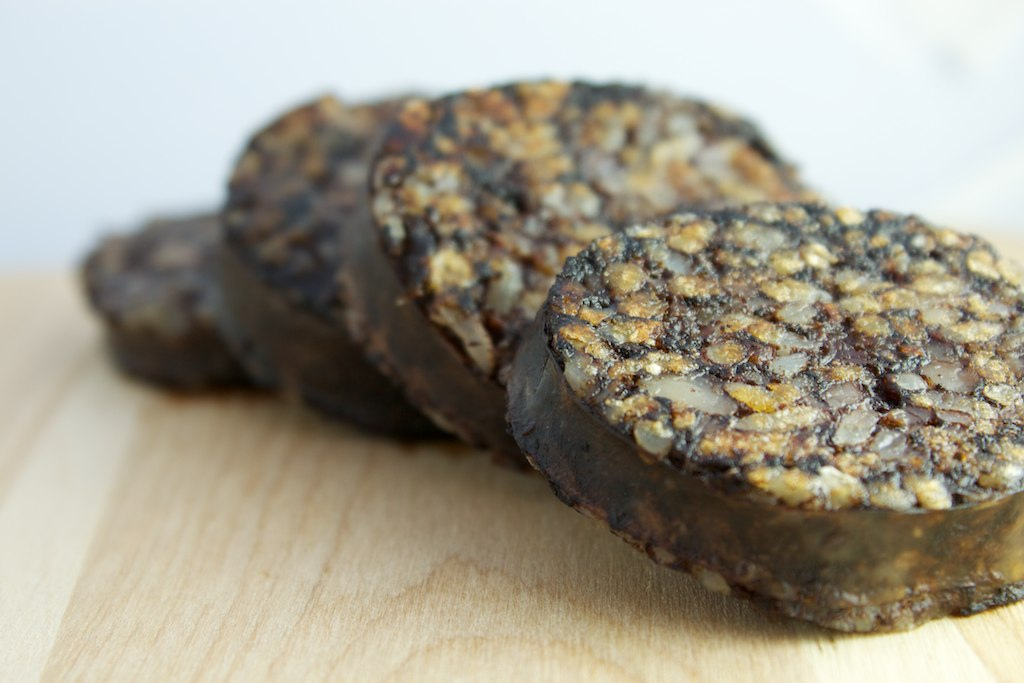
Czarne

Czarne – regionalna wędlina popularna w Łodzi i centralnej Polsce zwana też "łódzką kiszką" lub "bułczanką". Cechą charakterystyczną czarnego jest krojona w kostkę słonina, kontrastowo widoczna w otoczeniu farszu o kolorze czarnym. Jest to wędlina typu podrobowego, zawierająca drobno rozdrobnione podgardle, skórki wieprzowe, podroby oraz bułkę z dodatkiem krwi, parzona. Podobna do kaszanki, tylko zamiast kaszy podstawowym składnikiem jest bułka tarta. Wśród przypraw: sól, pieprz ziołowy, ziele angielskie i cynamon. Ten tradycyjny wyrób z okolic Łodzi, można porównać do angielskiego black pudding lub niemieckiego blutwurst. Podobnym wyrobem wędliniarskim jest śląski "żymlok" i wielkopolska "bułczanka".